# Serradifalco
Serradifalco é uma comuna italiana da região da Sicília, província de Caltanissetta, com cerca de 6.420 habitantes. Estende-se por uma área de 41 km², tendo uma densidade populacional de 157 hab/km². Faz fronteira com Caltanissetta, Canicattì (AG), Montedoro, Mussomeli, San Cataldo.
Su denominación es “Tierra de las Minas y de las tradiciones”.
Serradifaclo es un centro agrícola y minero que se situa en las colinas entre el río Platani e el río Salso. Los campos que rodean la ciudad son ricos de olivos, almendros, viñedos y higueras gracias a la presencia de numerosos acuíferos y fuentes.
La mayor atracción turística de Serradifalco es el Lago Soprano, también llamado Lago Cuba, que desde 1991 es una Reserva Natural protegida. Cuenta con una variada fauna de água y con diferentes aves, migratorios y non, como la focha, el porrón europeo, el avetorillo común, la aguja coli negra, la cerceta común, la polla de água y el somormujo lavanco.
El lago es también el habitat ideal para las tortugas de pantano. De gran importância es también la flora típica de las zonas humedas del lago, con plantas raras y en peligro de extinción.

## Demografia
| Variação demográfica do município entre 1861 e 2011                               |
|                                                                                   |
| Fonte: Istituto Nazionale di Statistica (ISTAT) - Elaboração gráfica da Wikipedia |